# Livio Hiltbrand
Livio Hiltbrand (* 27. September 2003) ist ein Schweizer Skirennfahrer. Er startet hauptsächlich in den Speeddisziplinen Abfahrt und Super-G. Er gehört seit 2023 dem Swiss-Ski-B-Kader an.

## Karriere
Hiltbrand stammt aus Weissenburg im Simmental und startet auch für den dortigen Skiclub. Sein internationales Renndebüt gab er am 12. Oktober 2019 bei einem Rennen der FIS-Entry-League in Saas-Fee. In den darauffolgenden Jahren startete er hauptsächlich bei FIS-Rennen in der Schweiz sowie im benachbarten Ausland sowie in diversen nationalen Meisterschaften.
Bei seinen ersten Juniorenweltmeisterschaften in St. Anton am Arlberg konnte Hiltbrand auf Anhieb zwei Medaillen gewinnen. Nach Bronze in der Abfahrt gewann er Gold im Super-G vor seinem Landsmann Lenz Hächler und dem Österreicher Vincent Wieser. Durch diesen Erfolg durfte Hiltbrand am 16. März 2023 beim Saisonfinal in Soldeu sein Weltcupdebüt geben, wobei er allerdings aufgrund der Regelung trotz einem 17. Platz keine Weltcuppunkte erhielt.
In der Europacupsaison 2023/24 klassierte sich Hiltbrand mit einer Ausnahme in allen Abfahrten unter den besten 10. Bei den Juniorenweltmeisterschaften im Département Haute-Savoie konnte Hiltbrand seine Erfolge aus dem Vorjahr wiederholen. Dieses Mal siegte er in der Abfahrt und gewann Bronze im Super-G. Er wäre erneut beim Weltcupfinal startberechtigt gewesen, verzichtete jedoch im Hinblick auf die Abfahrtswertung im Europacup auf einen Start. Er absolvierte tatsächlich am 21. März 2024 mit der Abfahrt von Kvitfjell sein erstes Europacuprennen. Durch diesen Sieg konnte er auch die Abfahrtswertung für sich entscheiden, wodurch er einen Startplatz für die Weltcupsaison 2024/25 ausserhalb des Nationenkontingents erhielt.
Zudem wurde er von der Schweizer Sporthilfe als Nachwuchsathlet des Jahres 2023 ausgezeichnet.

## Privates
Neben seiner Karriere als Skirennläufer schloss Hiltbrand im Sommer 2023 seine Ausbildung zum Maurer ab.

## Erfolge

### Juniorenweltmeisterschaften
- St. Anton 2023: 1. Super-G, 3. Abfahrt, DNF Riesenslalom
- Haute-Savoie 2024: 1. Abfahrt, 3. Super-G, 8. Alpine Team-Kombination, 23. Riesenslalom

### Europacup
- Saison 2023/24: 1. Abfahrtswertung
- 3 Podestplätze, davon ein Sieg

| Datum         | Ort       | Land     | Disziplin |
| ------------- | --------- | -------- | --------- |
| 21. März 2024 | Kvitfjell | Norwegen | Abfahrt   |